# Jelovaja
Jelovaja (rusky Еловая) je řeka v Krasnojarském kraji v Rusku. Je 331 km dlouhá. Povodí má rozlohu 6 230 km². Také je známá pod pojmenováním Velká Jelovaja (rusky Большая Еловая [Bolšaja Jelovaja]) nebo Čižandzi (rusky Чижандзи).

## Průběh toku
Protéká přes bažinatou rovinu v jižní části Obsko-jenisejského meziříčí. Ústí zleva do Keti (povodí Obu) na 863 říčním kilometru.

## Vodní režim
Zdroj vody je smíšený s převahou sněhového. Nejvyšších vodních stavů dosahuje od května do srpna.